# Gundula Diel

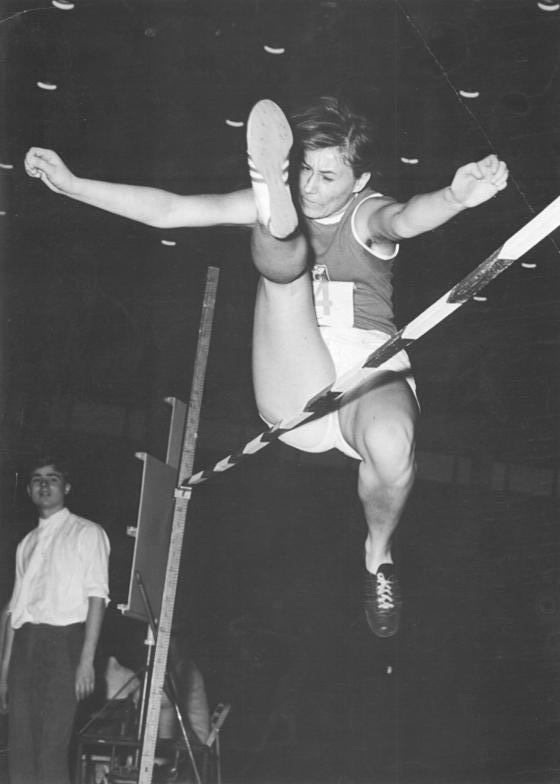
Gundula Diel gewinnt im Hochsprung bei einem Hallensportfest im Januar 1962

Gundula Diel (* 13. Mai 1941 in Potsdam) ist eine ehemalige deutsche Leichtathletin aus der Deutschen Demokratischen Republik (DDR).
Gundula Diel war 1960 als Vierte im 80-Meter-Hürdenlauf erstmals bei den DDR-Meisterschaften platziert, 1961 belegte sie im 100-Meter-Lauf und über die Hürden den vierten Platz. 1962 erreichte sie im Fünfkampf bei den DDR-Meisterschaften mit 4552 Punkten den zweiten Platz hinter Karin Balzer mit 4619 Punkten; auch auf der Hürdenstrecke siegte Balzer vor Diel.
1964 gewann Diel in Abwesenheit von Balzer bei den DDR-Meisterschaften in 10,9 s. Bei den Olympischen Spielen 1964 in Tokio vertraten Balzer und Diel die gesamtdeutsche Mannschaft im 80-Meter-Hürdenlauf. Diel schied im Halbfinale mit 11,0 s aus, Balzer gewann in 10,5 s Gold. 1965 war Diel in der Form ihres Lebens. Nachdem sie bei den Hallenmeisterschaften Zweite hinter Balzer geworden war, siegte sie bei den DDR-Meisterschaften im Freien über 100 Meter, über 200 Meter und über die Hürden. Am 28. August lief sie über die Hürdenstrecke 10,4 s, allerdings konnte diese Zeit nicht als Weltrekord anerkannt werden, weil der Rückenwind zu stark war. Eine Woche später stellte sie in 10,5 s Gisela Birkemeyers und Balzers DDR-Rekord ein. 1966 gewann Diel in 7,7 s den DDR-Hallentitel im 60-Meter-Hürdenlauf. Bei den Europäischen Hallenspielen 1966 in Dortmund erhielt Diel nach 8,4 s die Silbermedaille hinter Irina Press aus der Sowjetunion, zeitgleich mit Diel wurde Inge Schell aus der Bundesrepublik Deutschland Dritte. Als Drittplatzierte bei den DDR-Meisterschaften im Freien qualifizierte sich Gundula Diel auch für die Europameisterschaften 1966 in Budapest. In 11,0 s belegte sie den achten Platz.
Gundula Diel startete zuerst für SC Einheit Berlin, nach der Fusion 1963 für den TSC Berlin. Bei einer Körpergröße von 1,70 m betrug ihr Wettkampfgewicht 68 kg.